# El Peñón (Cundinamarca)
Pour les articles homonymes, voir El Peñón.
El Peñón est une municipalité située dans le département de Cundinamarca, en Colombie.